# 아중역
아중역(Ajung station, 牙中驛)은 전라북도 전주시에 위치한 전라선의 철도역이다. 1981년 5월에 전라선 전주시 도심철도 이설구간 개통과 동시에 영업을 시작하였다. 주변 지역은 상업시설이 밀집해 있지만, 주거지역과는 약간 거리가 있어서 여객 수요는 많지 않아, 결국 2008년 12월 1일부터 모든 여객 열차가 정차하지 않고 무정차 통과하게 되었다. 이후 2011년 5월 9일, 국토해양부 고시에 따라 송천역과 같이 폐지되었다.
폐지 이후 한동안 음식점으로 리모델링 되어 사용되다가, 폐업하고 2016년에 레일바이크 시설이 들어섰다.

## 역사
- 1981년 5월 25일 : 보통역으로 영업 개시
- 일자 불명 : 신호장으로 격하
- 2007년 6월 1일 : 통근열차 운행 중단
- 2008년 5월 15일 : 무배치간이역으로 변경
- 2008년 12월 1일 : 여객취급 업무 중지
- 2011년 5월 9일 : 폐지[1]

## 사진

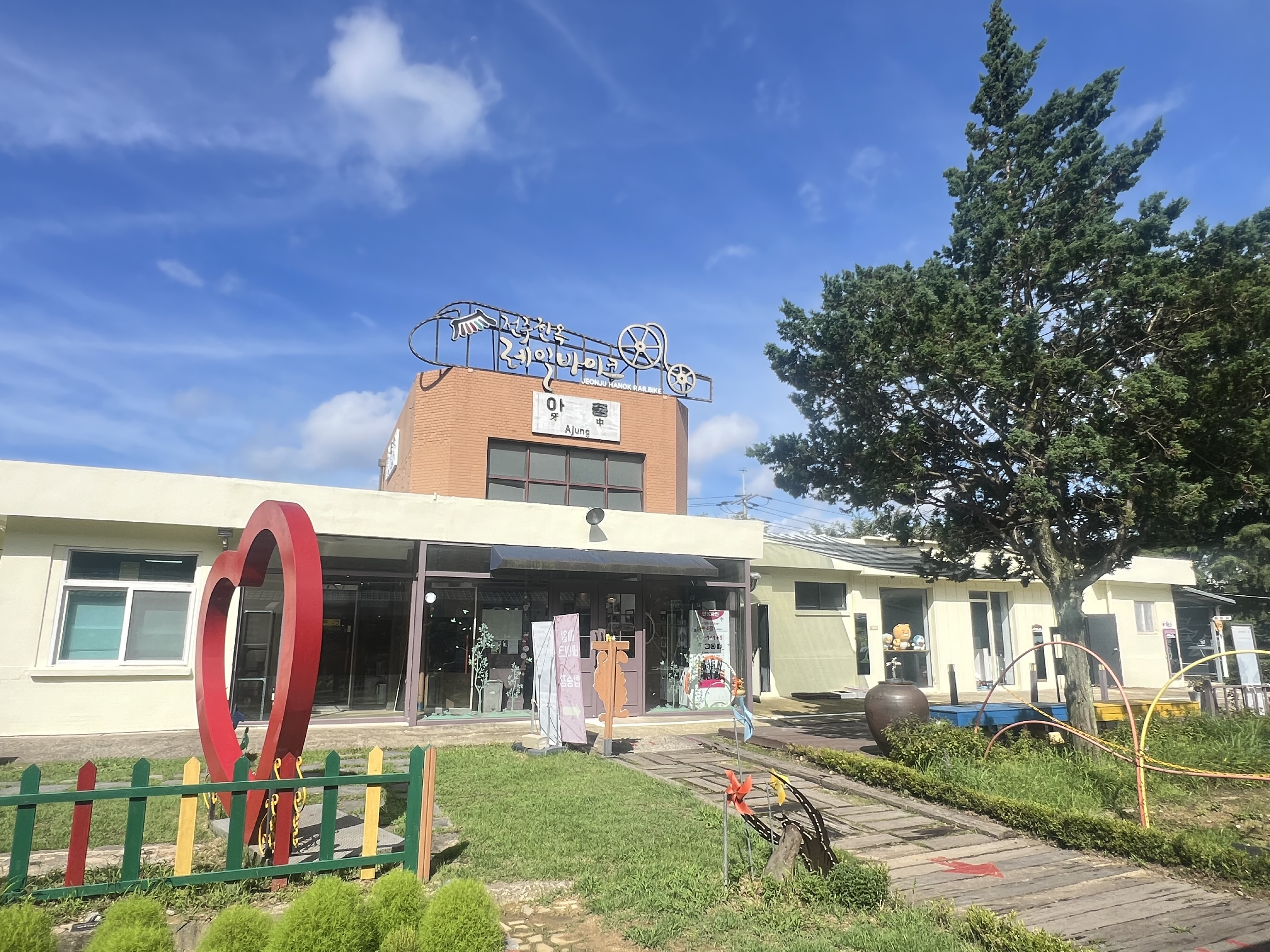
폐역후 레일바이크로 사용되고 있는 아중역의 모습